# Parafia św. Jadwigi Królowej w Kielcach
Parafia pw. Świętej Jadwigi Królowej w Kielcach – parafia rzymskokatolicka w Kielcach. Należy do dekanatu Kielce-Północ w diecezji kieleckiej. Erygowano 28 grudnia 1982. Jest obsługiwana przez księży diecezjalnych. Mieści się przy Skwerze Św. Jadwigi Królowej na Os. Świętokrzyskim.

## Proboszczowie
Źródło: strona internetowa parafii
- ks. prał. Wiesław Jasiczek (1980–2015)
- ks. kan. Krzysztof Leśniak (2015–2016)
- ks. prał. dr Andrzej Kaszycki (od 2016)